# Pays de Heusden et d'Altena
Pour les articles homonymes, voir Heusden et Altena.
Le Pays de Heusden et d'Altena (en néerlandais : Land van Heusden en Altena) est une région naturelle néerlandaise, située dans le nord-ouest de la province du Brabant-Septentrional.

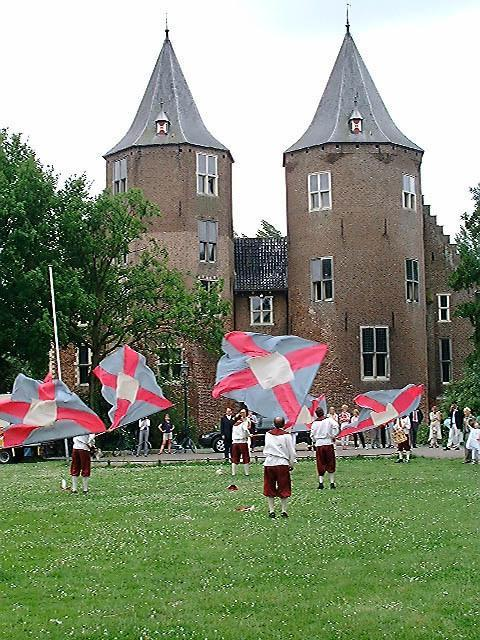
Château Dussen, ancienne commune de Werkendam

## Géographie et géologie
Cette région naturelle forme une grande île, limitée
- au nord, par la Merwede
- à l'est, par l'Afgedamde Maas et le Canal de Heusden
- au sud, par la Bergsche Maas
- à l'ouest, par le Biesbosch

Le paysage fait partie de la région fluviale de Gueldre, située entre Meuse et Waal. Il ressemble beaucoup à celui du Bommelerwaard, situé à l'est. Le sol argileux fait un contraste avec le reste du Brabant, où le sol est plutôt sablonneux.

## Découpage administratif

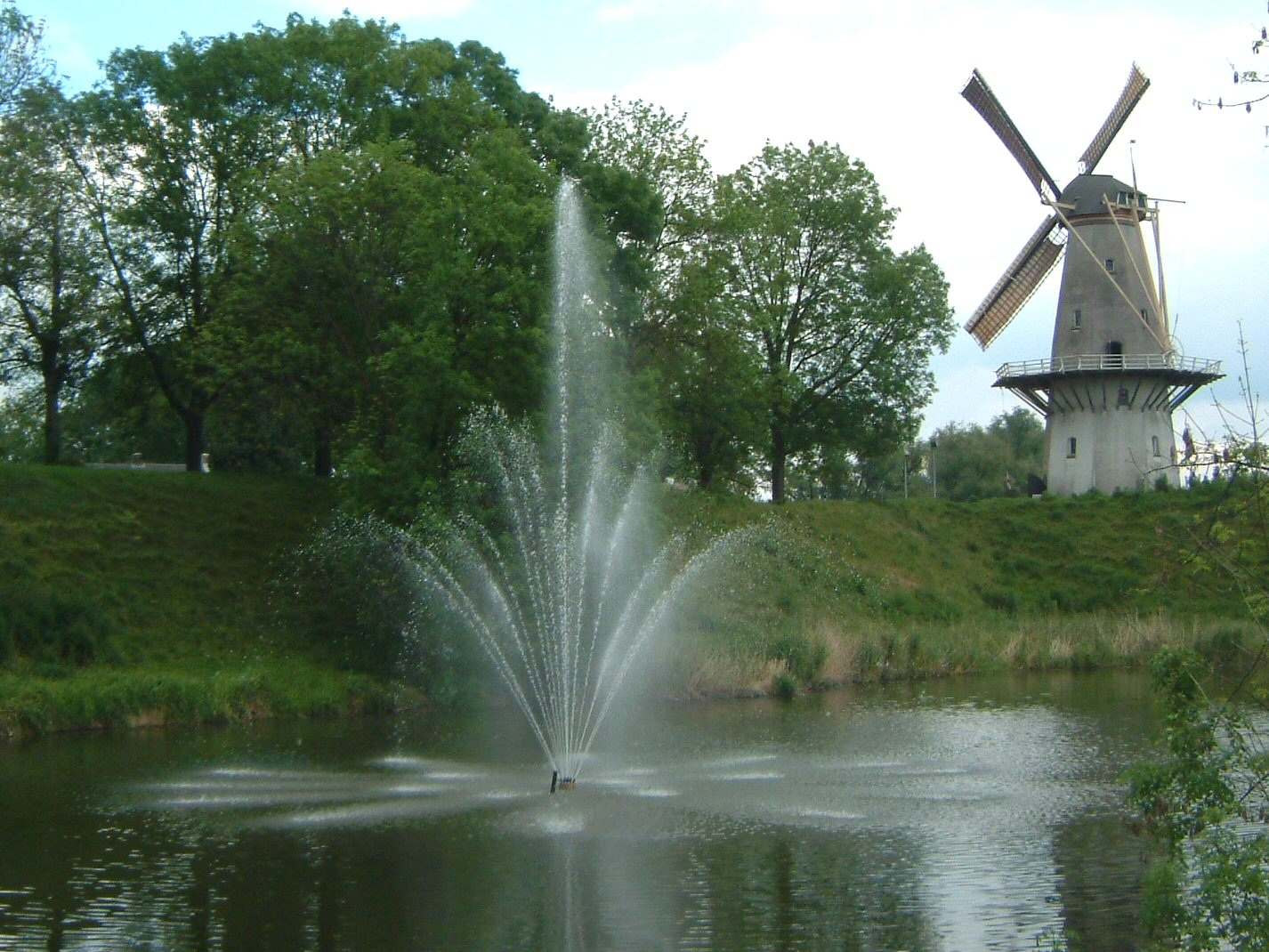
Vue sur Woudrichem

Depuis 2019, la région est décomposée en une commune : Altena (une fusion d'Aalburg, Werkendam et Woudrichem). La ville principale de la région est Werkendam. Historiquement, ce rôle appartenait à la ville fortifiée de Woudrichem. Seulement le centre et l'est de la commune d'Altena correspond au Pays de Heusden et d'Altena (l'ouest de la commune correspond au nord du Biesbosch).
En 2019, la région compte environ 55 000 habitants, répartis dans quelques dizaines de villages. Jusque dans les années 1960, la région-île était assez isolée.

## Histoire
Historiquement, il y avait le Pays de Heusden et le Pays d'Altena. Depuis la création de la Bergsche Maas achevée en 1904, le pays de Heusden a été coupé en deux. La partie méridionale, y compris la ville de Heusden est désormais tournée vers le reste du Brabant. La partie septentrionale s'est retrouvée sur une île, et forme désormais avec le pays historique d'Altena le Pays de Heusden et d'Altena. Heusden elle-même ne fait donc plus partie de cette région !
La frontière historique entre les anciennes seigneuries de Heusden et d'Altena était située au nord de Veen et de Babyloniënbroek, et à l'est de Dussen. Les deux seigneuries sont issues de l'ancien pagus de Teisterbant. Plus tard, elles appartenaient au Duché de Clèves. Au XIIIe siècle Altena passait à la Hollande, puis Heusden au XIVe siècle. La région n'appartient au Brabant que depuis le début du XIXe siècle. Contrairement à la plus grande partie de la province, qui est catholique, les habitants du pays de Heusden et d'Altena sont majoritairement protestants.

## Source
- (nl) Cet article est partiellement ou en totalité issu de l’article de Wikipédia en néerlandais intitulé « Land van Heusden en Altena » (voir la liste des auteurs).